# N. Kartavas
Nikolaos Katravas foi um nadador grego. Ele participou dos Jogos Olímpicos de Verão de 1896, em Atenas.
Katravas competiu na prova dos 1200 metros livre. Seu tempo e posição são desconhecidos.